# Сейсмічний пояс

Сейсмічний пояс — це місце розташування або зіткнення літосферних плит, де найчастіше трапляються землетруси.
Одним з найсильніших сейсмічних поясів є країна — Перу. Землетруси тут здатні досягати всередньому 7 балів, найбільше — 9-10 балів.
Також, найбільшим сейсмічним поясом є Тихоокеанський
Один із сейсмічних поясів проходить у Чорному морі. 